# Tàngara arlequinada de Puerto Rico
La tàngara arlequinada de Puerto Rico (Spindalis portoricensis) és un ocell antany ubicat a la família thraupidae com a incertae sedis i avui ubicat als espindàlids (Spindalidae). És endèmic de l'illa de Puerto Rico, on és anomenat com reina mora. L'espècie és àmpliament distribuïda per tota l'illa i és una part important de l'ecosistema porto-riqueny a causa de la seva ajuda dins la dispersió de les llavors i la reproducció de les plantes. El spindalis de Puerto Rico ha estat proposat com l'ocell nacional de l'Estat Lliure Associat de Puerto Rico.

## Descripció
La reina mora exhibeix dimorfisme sexual amb els mascles de colors més vius i les femelles de colors opacs. El mascle és molt vistós, de color verd al dors i coll i pit ataronjats. El seu cap és negre amb dues bandes blanques que corren per sobre i sota dels ulls. La cua i les ales són grises a negre amb bandes blanques petites en les puntes. En contrast, la femella és de color verd olivera opac amb bandes blanques molt poc notables. En dimorfisme sexual també és notable en pes i talla, les femelles són lleugerament més pesades, però de menor longitud que els mascles. El pes dels mascles està entre 22,5 i 37,0 g amb una mitjana de 30,8 g, mentre que en les femelles està entre 28,1 i 41,1 g, amb una mitjana de 33,5 g. La longitud de les ales dels mascles està entre 82 i 88,5 mm, amb una mitjana de 85,2 mm, mentre que en les femelles està entre 80 i 85,5 mm, amb una mitjana de 82,6 mm. La longitud de la cua dels mascles està entre 59 i 68 mm, amb una mitjana de 63,3 mm, mentre que en les femelles està entre 56 i 65,5 mm amb una mitjana de 60,6 mm.

## Distribució i hàbitat

Recompte d'ocells Spindalis portoricensis a Puerto Rico (2004)

El spindalis de Puerto Rico actualment és trobat més generalment en plantacions que en el seu hàbitat natural, els boscos de Maricao i el bosc nacional Yunque. També pot ser trobat en jardins, escodrinyant nèctar de flor, i altres àrees on creix fruita. És distribuït per tota l'illa de Puerto Rico i rarament trobat per sobre dels 1.000 metres d'altitud.